# Corrobert
Corrobert é uma comuna francesa na região administrativa do Grande Leste, no departamento de Marne. Estende-se por uma área de 14.26 km², e possui 206 habitantes, segundo o censo de 2018, com uma densidade de 14 hab/km².